# Graphisurus fasciatus
Graphisurus fasciatus är en skalbaggsart som först beskrevs av Degeer 1775.  Graphisurus fasciatus ingår i släktet Graphisurus och familjen långhorningar. Inga underarter finns listade i Catalogue of Life.